# Chasse
Pour les articles homonymes, voir Chasse (homonymie) et Cynégétique (homonymie).
Pour l’article ayant un titre homophone, voir Shas.
Cet article possède un paronyme, voir Châsse.
Cet article concerne la chasse pratiquée par les humains. Pour celle pratiquée par les animaux, voir Prédation.

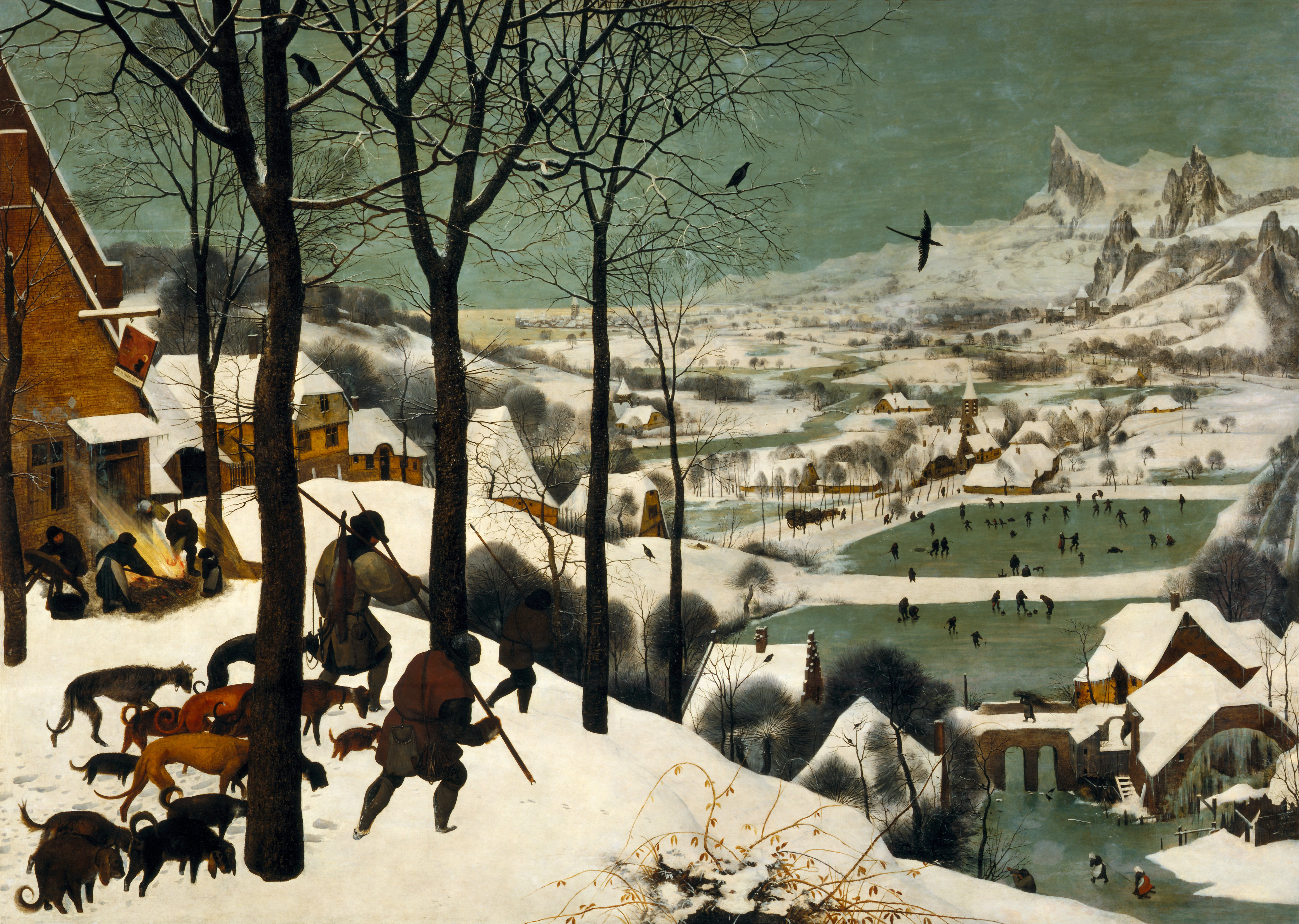
Chasseurs dans la neige, de Pieter Bruegel. Historiquement, la chasse était souvent pratiquée en groupes qui voyageaient souvent loin de leurs villes à la recherche de proies.

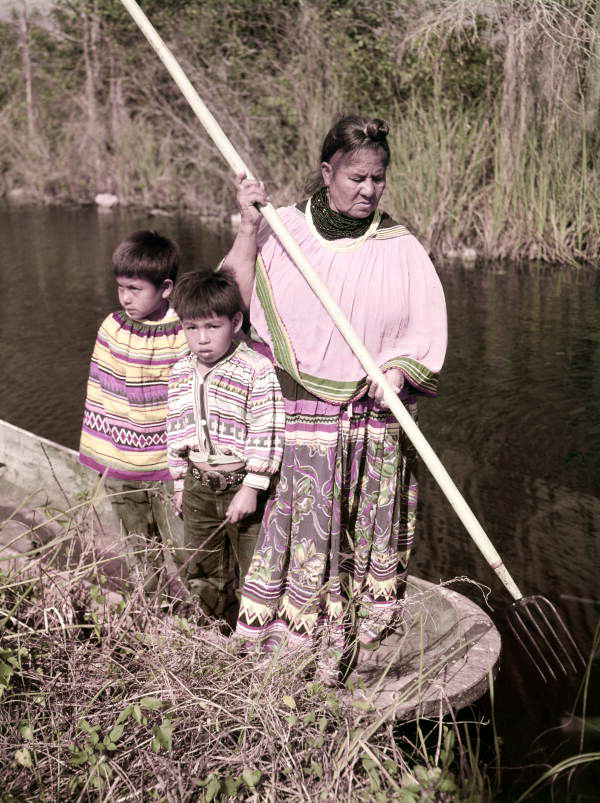
Une chasseuse de grenouilles séminole.

La chasse est la traque d'animaux dans le but de les capturer ou de les abattre, « pour les manger ou les détruire »,. Quand la chasse est soumise à une règlementation, la pratique de la chasse en dehors de son cadre légal est appelée braconnage. La « cynégétique » est l'art de la chasse.

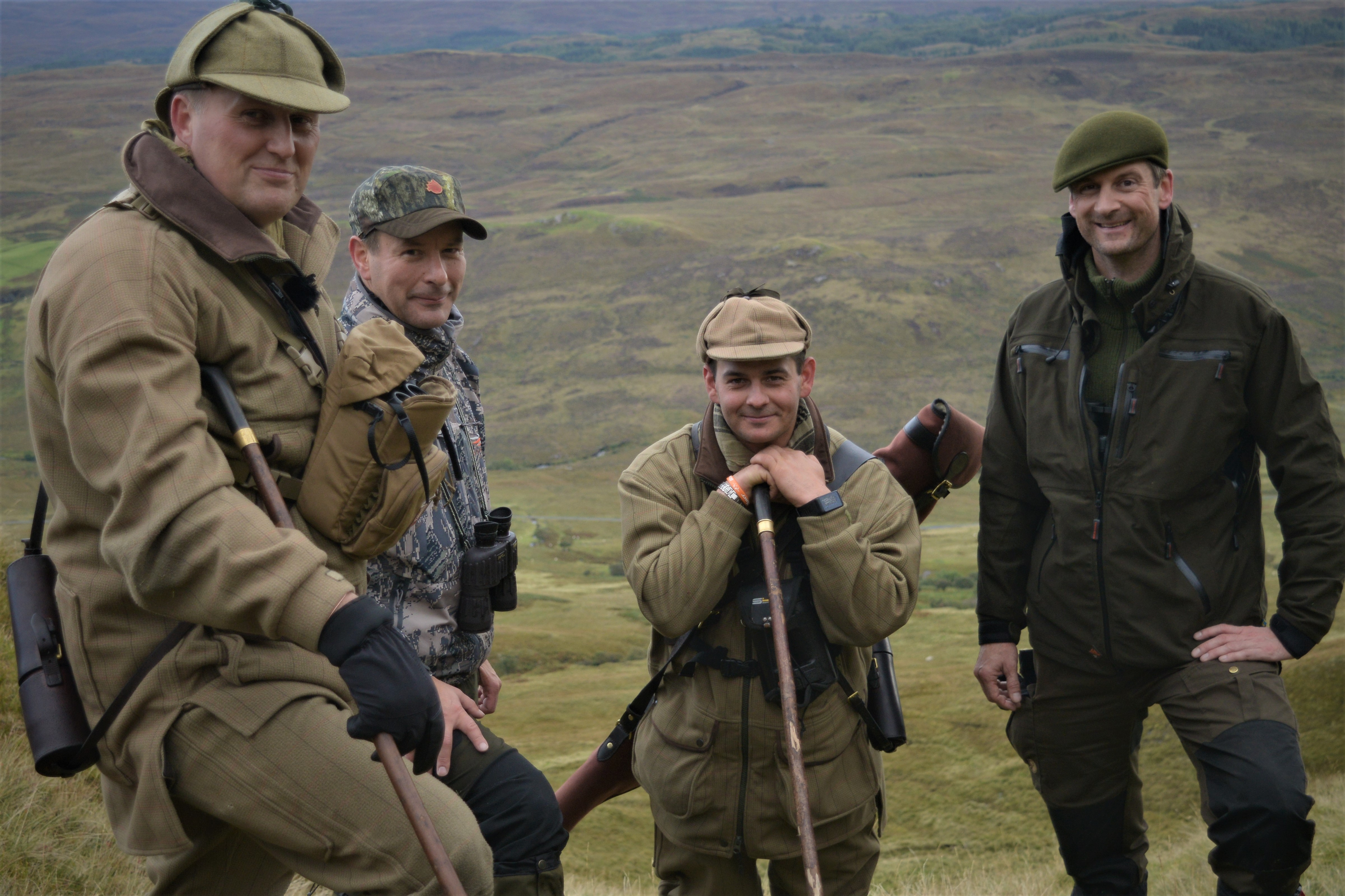
Chasseurs de cerfs en Écosse

Le « chasseur » est défini par le codex Alimentarius comme une personne qui participe à l'abattage du gibier et/ou à la saignée, à l'éviscération partielle et à l'habillage partiel sur le terrain des animaux abattus.

## Histoire

### Préhistoire

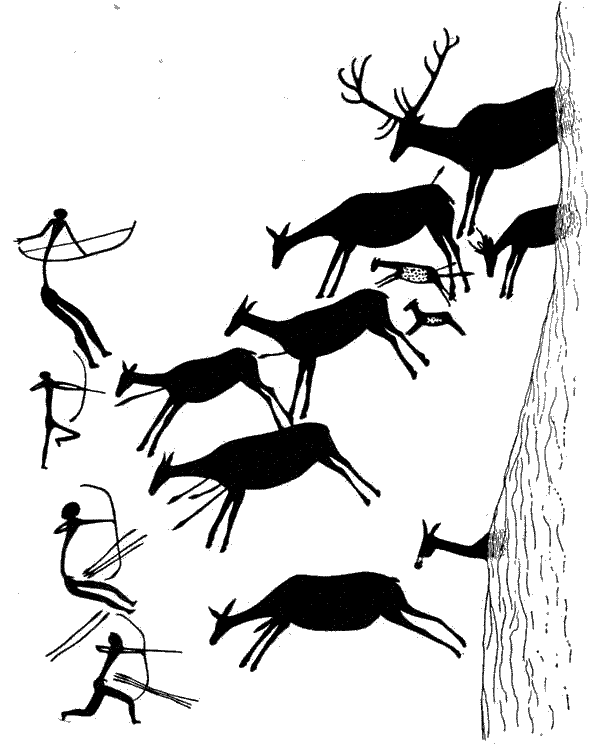
Scène de chasse à l'arc dans l'art levantin espagnol (Néolithique).

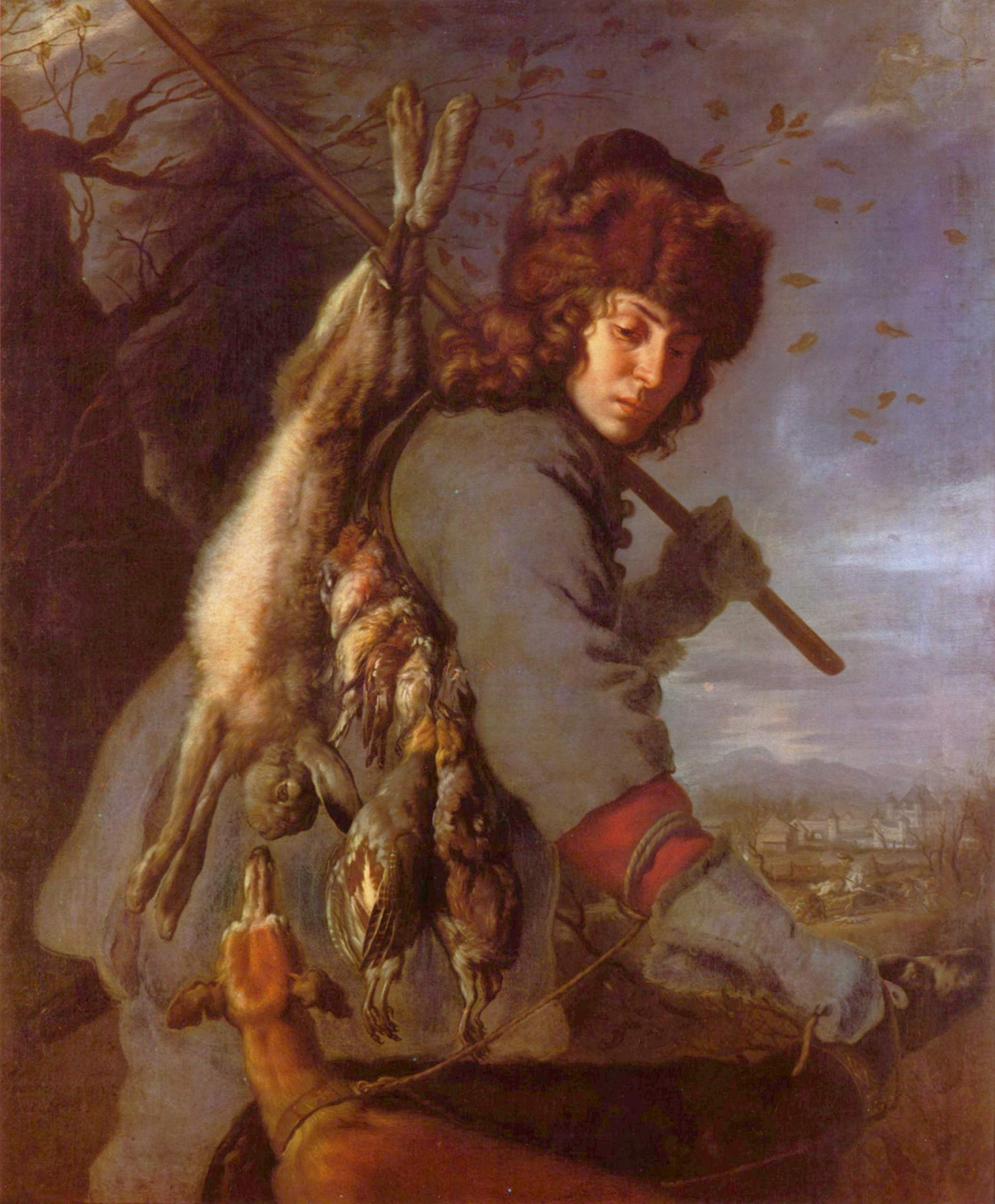
Joachim von Sandrart, Novembre, huile sur toile, 1643.

La pratique de la chasse par les premiers représentants du genre Homo fait encore débat au sein de la communauté scientifique,. Selon certains archéologues et paléontologues, l'analyse des traces d'outils et des ossements fossiles montre que nos ancêtres ont également consommé des cadavres d'animaux morts naturellement,, ou des animaux blessés ou malades qu'ils achevaient plus facilement. Avec des armes de chasse médiocres (massue, épieu en bois) et a fortiori avant leur usage, il est possible qu'ils aient pratiqué la chasse à l'épuisement aux gros mammifères (antilopes, zèbre, gnou), courant à une vitesse moyenne de 2,5 – 6 m/s pendant des heures et sur 10 à 20 km. L'homme est en effet un coureur de fond doté d'une grande endurance grâce à deux caractéristiques fondamentales : capacité à courir sur de longues distances à des vitesses exigeant des quadrupèdes qu'ils passent du trot au galop ; capacité, pendant la course, d'abaisser sa température en transpirant, alors que les quadrupèdes le font en haletant, ce qui leur est impossible quand ils galopent.
La chasse est clairement attestée dans les gisements archéologiques liés à l'homme de Néandertal,,. À Coudoulous et à La Borde, les Néandertaliens ont utilisé des avens comme pièges naturels pour abattre de nombreux grands bovidés (bisons et aurochs). Elle est également probable pour des périodes antérieures.
Le piégeage de petits animaux est une pratique très ancienne. Des populations préhistoriques ont pratiqué une chasse quasiment monospécifique (mammouth, renne) à tel point que certains auteurs ont évoqué une chasse spécialisée. Il semble que les chasseurs-cueilleurs suivaient leur gibier, remontant vers le nord l'été et revenant au sud bénéficier d'un climat plus doux l'hiver. Cette pratique a encouragé un nomadisme que les Inuits et certaines tribus amérindiennes pratiquaient encore il y a peu, mais qui n’existe pratiquement plus, les grands animaux (sauf les oiseaux migrateurs) étant par ailleurs totalement limités dans leurs déplacements par une fragmentation écopaysagère croissante, principalement due au morcellement du paysage par les infrastructures de transports (autoroutes, TGV clôturés, canaux aux berges infranchissables, etc.).
Au Paléolithique, durant cette période, de nombreuses avancées sont apparues comme le javelot de bois, l'épieu en if ou encore le propulseur permettant de catapulter des sagaies avec plus de force. Les armes assez variées ont permis de chasser toutes sortes de gibiers.
Au Mésolithique de nouvelles méthodes de chasse font leur apparition, comme la chasse et la pêche au filet, mais aussi de nouvelles armes, comme l'arc, une arme très importante pour l'époque.
Avec l'apparition du mode de vie sédentaire et de l'élevage, l'importance de la chasse en tant que moyen de subsistance diminua pour une grande partie des populations. Déjà dans certaines cultures antiques, la chasse n'était plus considérée que comme un passe-temps. De plus en plus, elle ne fut souvent pratiquée que par une petite partie de la population.

### Antiquité

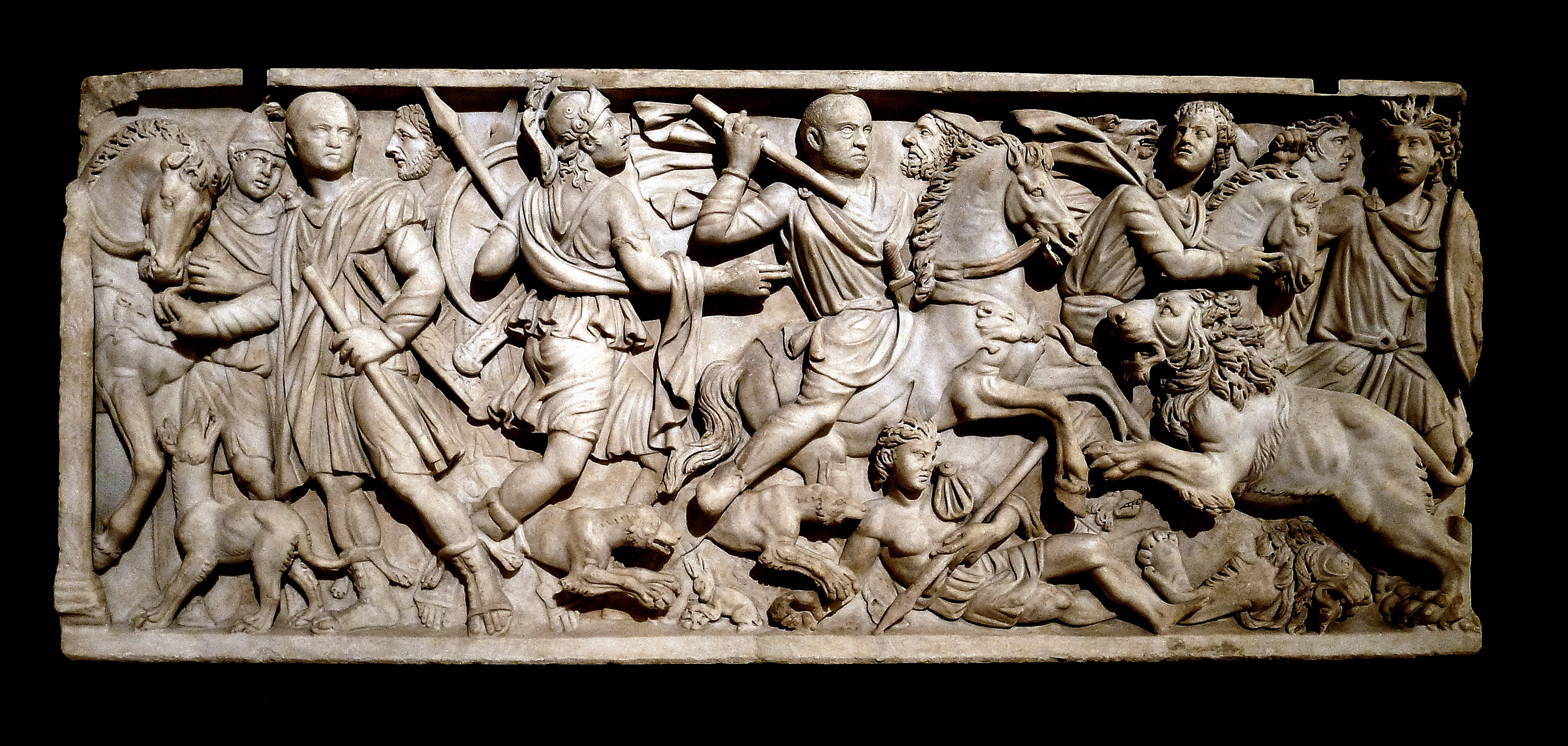
Face d'un sarcophage romain évoquant une chasse aux lions (musée du Louvre).

De nombreux écrits sont depuis l’Antiquité consacrés aux techniques cynégétiques et de piégeage. La notion de droit de chasse est évoquée pour la première fois dans le recueil de coutumes des Francs Saliens (riverains de la Sala ou Yssel) écrit sous Clovis (époque mérovingienne) et dénommé ultérieurement « loi salique ». L'évolution de ce concept s'est articulée alternativement à travers des périodes de permissivité et de restriction, voire de prohibition.

### Haut Moyen Âge
La puissance des rois francs, chefs des principaux clans aristocratiques, se mesure aux richesses qu'ils obtiennent de la guerre et de la chasse. L'abondance de leur table, particulièrement en termes de venaison, suppose l'existence de réserves étendues de gibier noble. Dans l'affrontement avec les clans rivaux, les rois francs s'approprient, pour leur usage exclusif, les saltus qui jusqu'alors étaient parcourus par l'ensemble de l'aristocratie. Le patrimoine forestier royal, en Ardenne ou dans l'ancienne forêt des Silvanectes, est réparti en « forestes », espaces réservés aux chasses que le roi exclut de l’usage commun, et associés à une résidence royale occupée quelques semaines par an, à l'occasion des périples de la Cour itinérante. L'institution des forest se désagrège en France en même temps que la puissance carolingienne ; « forestis » ne désigne plus alors le district de chasse, « mais il prend un sens purement géographique ». Il n'en est de même pour l'Allemagne (Wildbannforst) et pour l'Angleterre (Forest). Le concept des « forestes » est introduit par les Normands en Angleterre au XIe siècle, lors de la Conquête normande de l'Angleterre, en 1066, et à l'apogée de cette pratique à la fin du XIIe siècle et au début du XIIIe siècle, un bon tiers de la superficie du sud de l'Angleterre a été désigné comme forêt royale ; à un moment donné au XIIe siècle, tout l'Essex était afforesté (afforested) et, à son avènement, Henri II déclara que tout le Huntingdonshire était une forest. En Allemagne les forestes, régulées par le Wildbann, sont appelées par la suite Forst, expression qui survit aujourd'hui sans la connotation ancienne.

### Moyen Âge et Époque moderne
Au Moyen Âge, la chasse reste le privilège de la noblesse et des dignitaires de l'État ou du clergé : la chasse au grand gibier est réservée aux nobles et le petit gibier (lièvres, volatiles) laissé au reste de la population. Certaines zones sont réservées à la chasse royale.
Le mot chasse pouvait aussi désigner des terrains de chasse, l'Institut national de l'information géographique et forestière (IGN) possède par exemple une « Carte des Chasses du Roi », levée de 1764 à 1773 et de 1801 à 1807 sur ordre de Louis XV et à partir d'une carte antérieure du duché de Rambouillet.
En France au Moyen Âge et sous l'Ancien Régime, la chasse est un plaisir de gentilhomme et un privilège seigneurial. Les rois sont grands chasseurs et entretiennent des équipages importants. Être admis aux chasses du roi est un des plus grands honneurs de la Cour. Louis XIII, qui a appris la lecture dans les ouvrages de vénerie, pratiquait quotidiennement toutes les chasses et chassa beaucoup en Sologne.
Le seigneur haut-justicier a ce droit dans l'étendue de sa haute-justice, le seigneur local dans sa seigneurie. Les roturiers n'ont pas ce droit sauf s'ils ont acheté un fief, une seigneurie ou une haute-justice (ordonnance sur les eaux et forêts de 1669). Les seigneurs ecclésiastiques, les dames hautes-justicières (pratiquant la chasse au vol), les nobles âgés sont tenus de faire chasser afin de réduire le surplus de gibier nuisible aux cultures (ordonnance de juillet 1701).
Des espaces sont spécialement aménagés pour l'exercice de la chasse. Les garennes sont des parcs fermés, initialement dévolus à toutes sortes d'animaux, avant que le terme désigne spécialement un espace dévolu à l'élevage et à la chasse au lapin (XIIIe – XIVe siècle). Au XVIe siècle, les rois puis les aristocrates commencent à gérer leurs forêts avec des objectifs cynégétiques, notamment pour la vénerie.
Les braconniers sont craints surtout à cause de l'éventualité du port d'armes. Les contrevenants sont sévèrement punis. L'édit de 1601 prévoit l'amende et le fouet pour la première infraction, le fouet et le bannissement pour la première récidive, les galères et la confiscation des biens à la seconde récidive, la mort en cas de troisième récidive. L'ordonnance de 1669 écarte la peine de mort. Les garde-chasse n'ont pas le droit au fusil. Les registres des cahiers de doléances montrent cependant que la verbalisation est beaucoup plus importante pour les délits forestiers que pour les délits de braconnage.
Pour permettre l'existence du gibier, il est interdit de moissonner avant la Saint-Jean, d'enlever les chardons, d'enclore par des murs les terres. Il faut planter des haies d'« épines » auprès des forêts royales. Il est interdit de tuer les lapins sauf sous la direction des agents des eaux et forêts (les capitaineries).
Afin de protéger le travail des paysans et les récoltes, les chasseurs ne doivent pas passer dans les terres ensemencées et lorsque les céréales sont en « tuyaux ». Les vignes sont interdites de chasse du 1er mai jusqu'aux vendanges. Mais ces interdictions sont peu observées. Le droit de chasse, privilège et activité de détente, est un des plus haïs par les paysans car ils voulaient se défendre contre les « animaux féroces » (ours, loups) et les « animaux nuisibles » (sangliers, oiseaux granivores s'en prenant à leurs récoltes) en chassant eux-mêmes, sachant qu'il y avait peu d'indemnités pour les dégâts agricoles.
Il existait cependant quelques chasses populaires accordées aux populations dans les provinces récemment annexées ou aux bourgeois qui avaient payé pour cela un droit particulier. Seuls certains animaux dangereux (sanglier, cerf) étaient l'exclusivité des nobles.

## Mythologie et imagerie

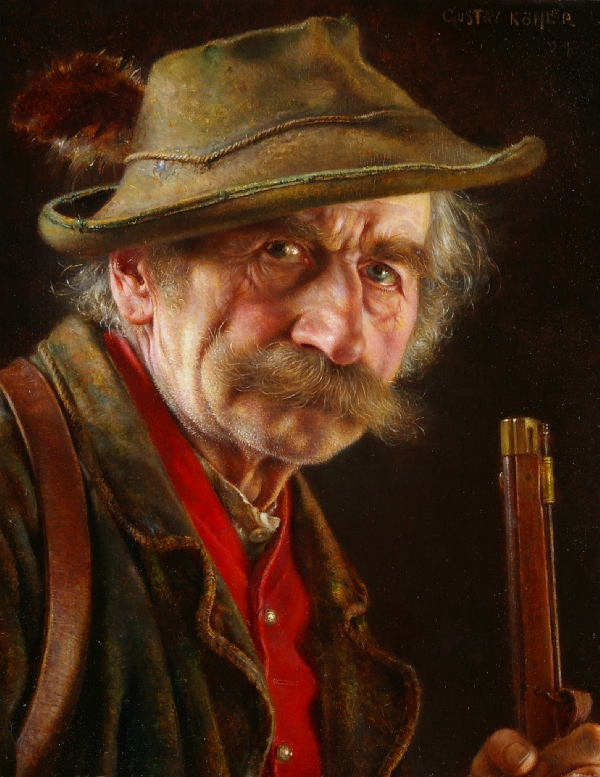
Portrait de caractère d'un chasseur, Gustav Köhler (avant 1922).

À la Préhistoire, il fallait une bonne dose de bravoure pour affronter les animaux quasi à mains nues dans les contrées hostiles des forêts primaires. Avec la pierre, ensuite le bronze et le fer, la lance, l'arc et le couteau, ensuite le fusil et le fusil à lunette, les chances pour les animaux d'échapper au chasseur se sont au cours des temps progressivement amoindries. De plus les espaces sauvages se sont réduits comme peau de chagrin, morcelés par l'agriculture et les friches industrielles.
Les usages liés à la chasse, la peur de l'inconnu, la confrontation à la mort, le sang versé, ont eu toutefois le temps d'imprégner durablement les usages, les croyances et les rites. Les mythes fondateurs évoquent souvent la chasse que des Dieux ou des animaux auraient enseignée à l’humain. Les religions recèlent de traditions liées à la chasse : Arduinna, Abnoba et Vosegus dans la tradition celtique, Odin ou Wotan dans les mythologies nordique et germanique se met en scène dans d'invisibles « chasses fantastiques, » Artémis dans la mythologie grecque, Diane dans la mythologie romaine, déesse et non pas dieu pour une discipline de tout temps masculine, saint Hubert de la même manière que saint Eustache et le cerf crucifère dans la tradition chrétienne. L’opposition biblique de Caïn et Abel pourrait être vue comme le reflet de la supplantation du chasseur-cueilleur par l’agriculteur éleveur[réf. nécessaire]. La Grande Muraille de Chine elle-même a été interprétée comme une marque de séparation entre peuples cultivateurs sédentarisés et les nomades chasseurs. La chasse a souvent une importance rituelle ou initiatique pour les jeunes adultes, comme c'est encore le cas chez certains groupes humains. Pour être reconnu comme adulte, le jeune Inuit devait affronter et tuer un ours blanc adulte avec un couteau ou un poinçon[réf. nécessaire].

### Chasseur chassé

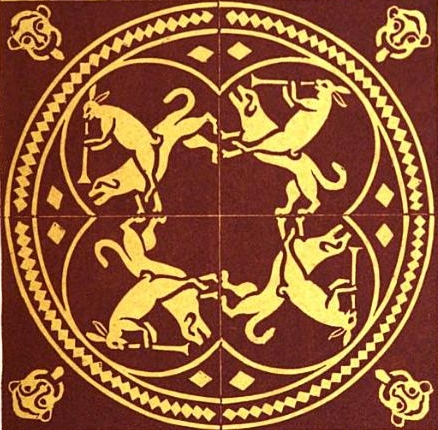
Lapin avec trompe de chasse chevauchant un chien. Carreau estampé médiéval. Prieuré dominicain de Derby, Angleterre

Le chasseur chassé par son gibier est un thème récurrent de l'imaginaire. Ainsi Actéon, chasseur célèbre de la Grèce antique, est métamorphosé en cerf fuyant ses propres chiens qui ne le reconnaissent pas. De chasseur, Actéon devient gibier. Ovide, dans Les Métamorphoses, écrit à son sujet : « Ses chiens l'ont aperçu (…). Cette meute avide de la curée (…) poursuit le jeune homme (…). Il fuit dans ces mêmes lieux où il a si souvent poursuivi le gibier ; hélas oui il fuit ceux qui étaient à son service ».
Les métamorphoses du chasseur en gibier ne sont pas inconnues du Moyen Âge. Dans les marges à drôleries des manuscrits gothiques, les enluminures substituent au chasseur, le chien de chasse, le lapin et surtout le singe. Ou bien on substitue au gibier, le chasseur ou ses chiens. Le singe fauconnier est souvent représenté juchant un âne tenant non pas un faucon mais une chouette. La chouette est un des oiseaux les plus méprisés du Moyen Âge et partage avec le singe une réputation de laideur physique et morale. Quant à l'âne il partage avec le singe une réputation de lubricité qui ne s'est jamais démentie. Dans un manuscrit anglais, cette image est commentée par un proverbe qui implique que ces animaux ne valent rien : « Neyther no less than an ape and an owl an ass ». Dans les décrétales de Smithfield, datant de 1330, la punition du chasseur fait l'objet d'un véritable cycle. Un chasseur est terrassé par un lièvre ou un lapin, puis attaché et conduit devant le juge. Condamné à mort, il est mené au gibet puis décapité.
Ces substitutions ont pour but d'être drôles ou didactiques. Elles renversent les valeurs attribuées à la chasse ou à la fauconnerie. Elles ont souvent un contenu sexuel. Dans le Cligès de Chrétien de Troyes, les enluminures transforment un gibier particulier en chasseur, spécialement affecté à la symbolisation du sexe féminin.

## Fonctions de la chasse

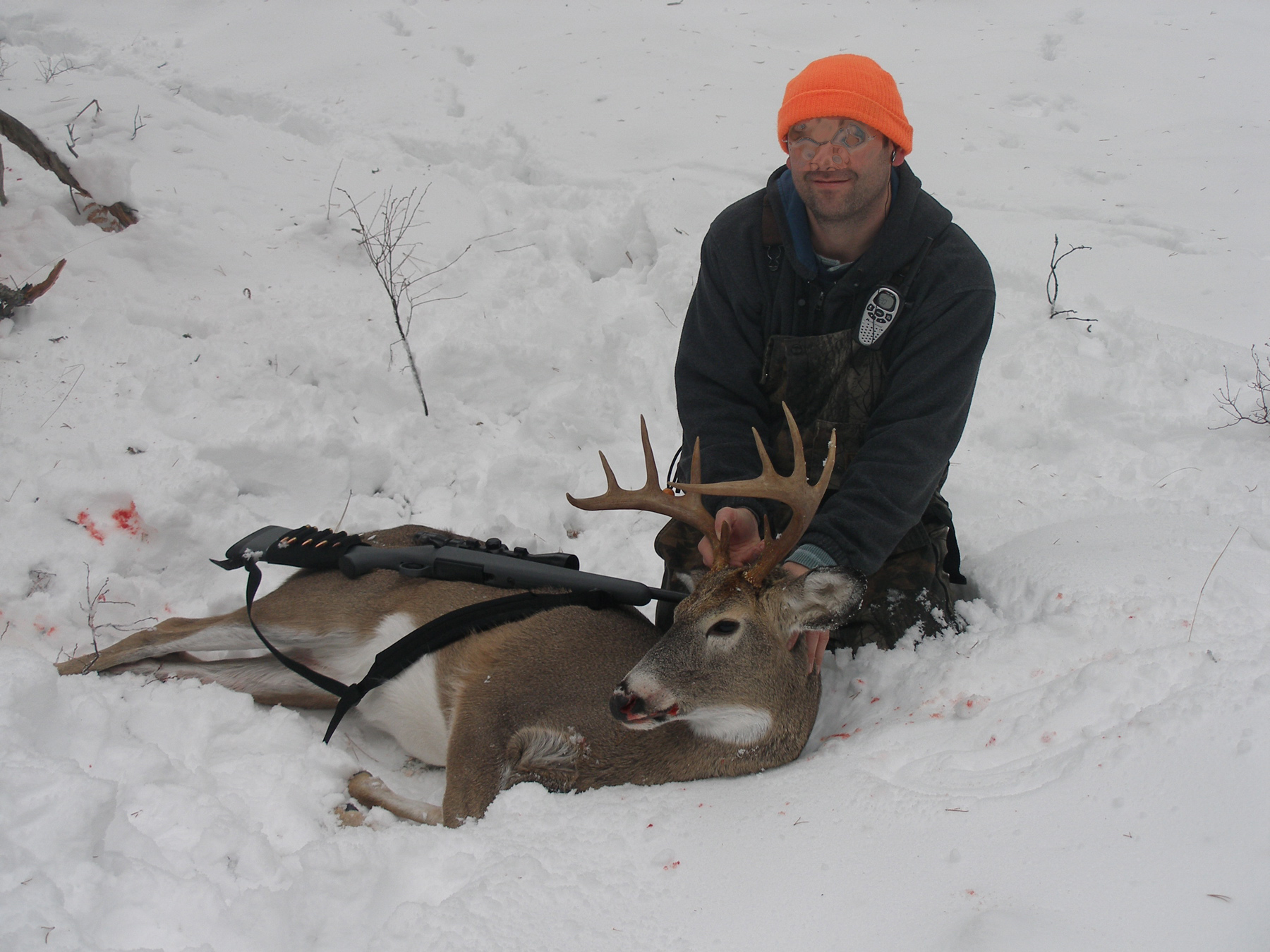
Un chasseur avec un cerf de Virginie.

### Fonction nourricière

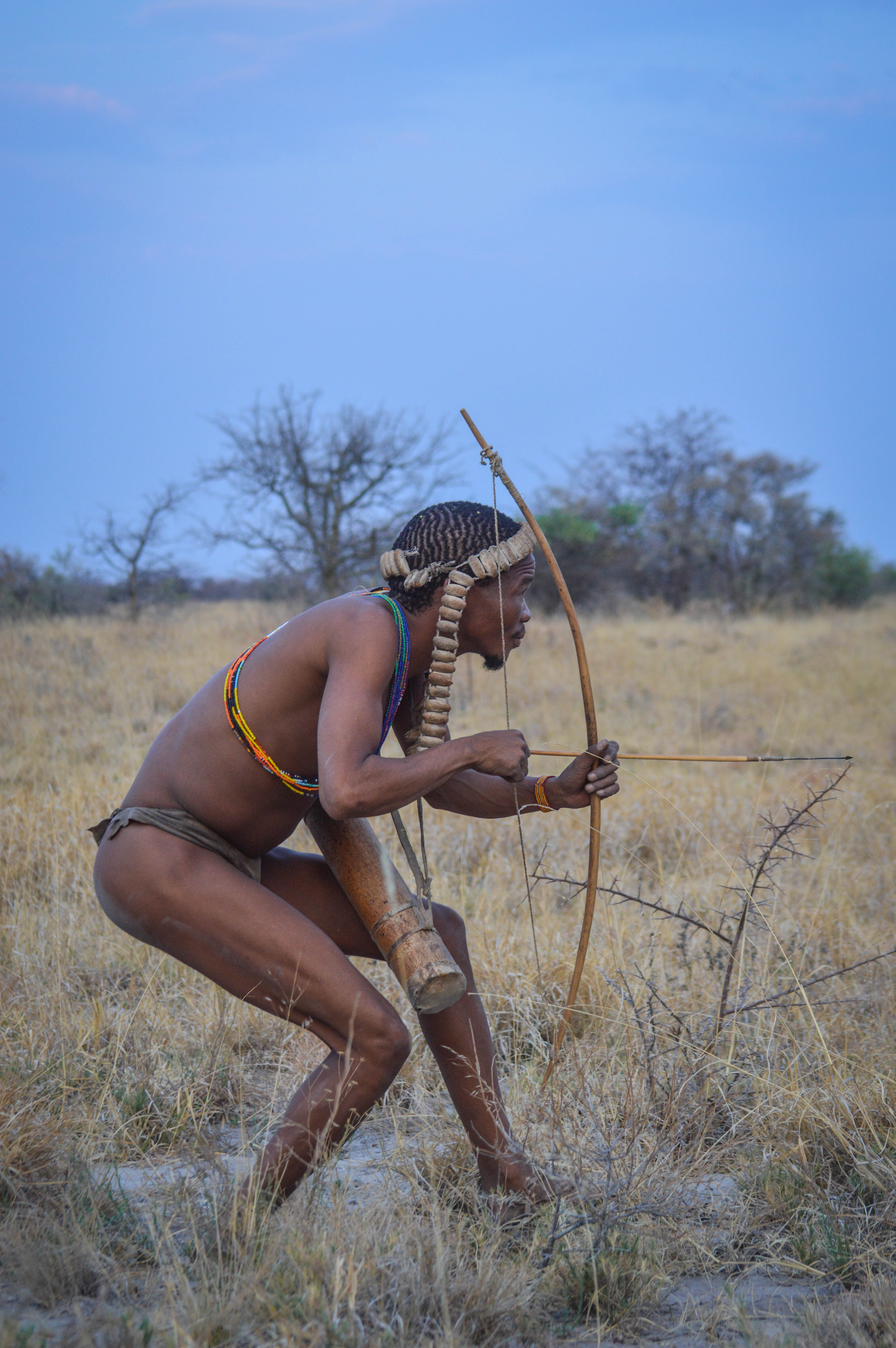
Bushman du Botswana à la chasse.

La chasse est une source de nourriture carnée mais aussi de ressources diverses telles que la peau, la fourrure, la corne, les bois, l'os, les tendons, les dents, etc. Dans les régions arctiques, pour les Inuits, c'était jusqu'à il y a quelques décennies la seule source de nourriture hormis la pêche.
La chasse a pu aussi avoir comme fonction de repousser ou d'éliminer des prédateurs dangereux pour l'humain, tels que le lion des cavernes ou l'ours des cavernes, qui ont pu être en compétition avec lui pour occuper certaines cavités où hiverner.
Avec la révolution néolithique et l'avènement de l'élevage, hormis dans les forêts tropicales et dans les régions polaires, la chasse pour la subsistance perd en importance pour certaines populations. Les prédateurs menaçant le cheptel domestique (loup, lion, tigre…) ont longtemps été pourchassés, souvent jusqu'à leur extinction dans les grandes régions d'élevage.
Dans les sociétés occidentales, la chasse retrouve parfois sa fonction originelle dans les périodes de disette, toutefois avec le monde moderne, l'élevage et l'économie de marché, la chasse n'est souvent plus une nécessité. Les chasseurs la pratiquent ainsi principalement par choix pour des raisons telles que:  
- activité d'extérieur en immersion dans la nature.
- contribution au maintien des effectifs de populations d'animaux sauvages.
- offrant un moment de complicité avec leur(s) chien(s).
- la satisfaction de pouvoir se procurer une viande de gibier sauvage plutôt qu'issue de circuits longs et industriels.

### Une activité de loisir
Au Moyen Âge en Europe, la chasse se transforme peu à peu en simple activité de loisir, souvent réservée aux classes dominantes, la noblesse, puis les notables, avant de se démocratiser, après la Révolution en France. Toutefois, la chasse reste très prisée dans les classes dominantes, y compris la noblesse, où on la considère souvent comme un signe distinctif.

### Fonction rituelle
L'ethnologue replace la cynégétique dans l'imaginaire occidental et sa représentation du Sauvage. Le chasseur « qui a ça dans le sang » affronte dans des espaces réputés dangereux, des animaux demeurés sauvages, c'est-à-dire exclus de l'élevage. Le chasseur s'oppose de cette manière au viandard qui va pratiquer la chasse dans des espaces clos sur des animaux domestiqués. Le sang du chasseur est assimilé à un flux sauvage semblable au sang noir des gros gibiers. « Le « sang noir » est le principe de la formidable vigueur sexuelle qui caractérise cerfs et sangliers. En période de rut, cette substance s'échauffe, « bouillonne », et rend la traque encore plus dangereuse ». En tuant l'animal, le chasseur s'approprie les vertus de sa victime, il récupère le massacre pour s'en faire un trophée. Dans sa fonction rituelle la chasse est une épreuve de virilité, dans certaines traditions, scandinave, grecque et romaine notamment, elle s'accompagne d'une ivrognerie rituelle. Dans diverses sociétés, il arrive que le tueur héroïque châtre sa victime ou boive son sang.
Au XVIIIe siècle les philosophes naturalistes, Jean-Jacques Rousseau en tête, revendiquent la prééminence de la nature sur l'humain et s'opposent à toute destruction d'éléments naturels. L'écologisme procède de cette philosophie. L'autre courant, traditionaliste, admet que l'Homme éprouve la nature dans des actes périlleux avec les êtres sauvages. Ces deux courants s'affrontent régulièrement sur les thèmes de la chasse et de la corrida. Le sang versé lors de la chasse, rejoignant en cela la corrida, semble de plus en plus gratuit pour tous ses opposants, bien que ce soit le même sang qui est déversé dans les abattoirs industriels. C'est pour ceux qui le soutiennent une manière de sauver sa vertu au-delà des artifices du monde moderne.
La taille des ramures du cerf est à la mesure de sa puissance. En portant son choix sur un tel animal, le chasseur s'éloigne de la fonction régulatrice de la chasse, puisqu'un cerf à la ramure épanouie est aussi un cerf arrivé à sa maturité sexuelle.

### Fonction de lutte contre des espèces invasives
Certaines administrations font appel à la chasse pour lutter contre des espèces dites « nuisibles » ou « susceptible d’occasionner des dégâts » (ESOD). Par exemple, l'Australie lance une guerre des émeus fin 1932, et prévoit en 2017 un quota de chasse de 7,2 millions de kangourous.
En Floride, une unité d'élite d'une vingtaine de personnes a été créée pour éliminer les pythons birmans, avec une récompense de 50 dollars par serpent. Donna Kalil est la première femme à en faire partie.
En France, certaines espèces animales sont classées par arrêté dans diverses catégories de nuisibles (au niveau national ou local), et peuvent alors faire l'objet d'une régulation par la chasse selon certaines conditions.

### Une fonction régulatrice discutée
(novembre 2020).
- Si vous ne connaissez pas le sujet, laissez ce bandeau (vous pouvez alors contacter les auteurs).
- Si vous supprimez le contenu mis en cause (vous pouvez préalablement contacter les auteurs),

argumentez précisément cette suppression dans la page de discussion
(un manque de référence n'est pas un argument ; une recherche réelle de référence doit avoir été effectuée, être formellement documentée).

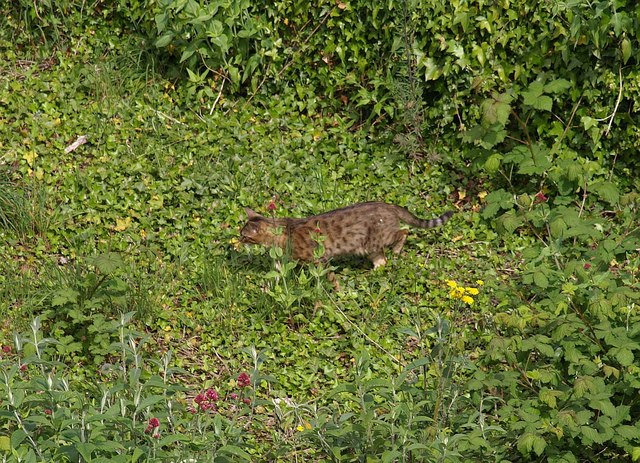
Un chat en train de chasser: la prédation par les chats influence la régulation des proies.

À la fin du XXe siècle, en Occident, le monde de la chasse met en avant la fonction de régulation des populations animales herbivores que remplit la chasse, en remplacement des grands prédateurs disparus ou devenus rares, notamment dans les régions fortement anthropisées. Ses fonctions écologiques s'étendraient aussi à la préservation d'espèces menacées par les activités humaines, comme le petit tétras dans les Alpes, et au développement d'espèces autrefois chassées de façon aléatoire. Le tir sélectif a ainsi fait ses preuves pour une gestion restauratrice de populations de cerfs ou de quelques espèces emblématiques comme le chamois .
En revanche, de nombreux territoires ont recours à des lâchers de gibier de tir, qui affaiblissent considérablement les populations existantes quand celles-ci n'ont pas déjà disparu du fait de la dégradation de leurs milieux et de la prolifération d'espèces classées nuisibles comme la corneille noire. Dans cette optique, les lâchers de gibier de tir seraient à proscrire, au profit de véritables politiques de restauration des milieux, seules capables de permettre un retour des espèces sensibles comme les perdrix, le lapin ou le lièvre, voire d'espèces protégées comme le râle des genêts ou l'outarde canepetière.
La position du monde de la chasse quant à la préservation de la biodiversité ne doit pas faire oublier la réalité des évolutions règlementaires en France : jusque dans les années 1970, tous les rapaces et de nombreux petits passereaux étaient chassés, et on doit essentiellement aux associations écologistes d'avoir obtenu la loi de 1976 sur la protection de la faune, qui a permis de sauver in extremis de nombreuses espèces durement touchées par une chasse non sélective.
Pour certains opposants, la fonction de régulation écologique de la chasse reste très discutée, car la sélection naturelle pratiquée par les grands prédateurs qui pistent et tuent préférentiellement les animaux jeunes et inexpérimentés, mal-formés, vieux et malades, n’est que rarement comparable dans ses effets aux résultats du tir au fusil, en particulier pour la chasse de nuit (oiseaux d’eau) qui ne permet pas de distinguer l’état des oiseaux ni même d’identifier avec certitude toutes les espèces, ou concernant une multitude d’espèces non chassées par l’humain (souris, mulots et autres campagnols, par exemple) qui sont les principales proies du loup, du renard, etc., longtemps empoisonnées ou piégées en tant que concurrents de l'humain, mais que le chasseur semble difficilement pouvoir remplacer. De plus, certaines études laissent penser que les déplacements de chiens ou certaines introductions de gibiers ont des impacts sanitaires importants sur les populations sauvages : zoonoses, parasites, appauvrissement ou dérives génétiques, pollution génétique par introduction d’animaux exotiques, d’élevages, ou issus de croisements et marronnage.

## Différents types de chasse

### Chasse à tir (arcs, armes à feu)

#### Chasse individuelle

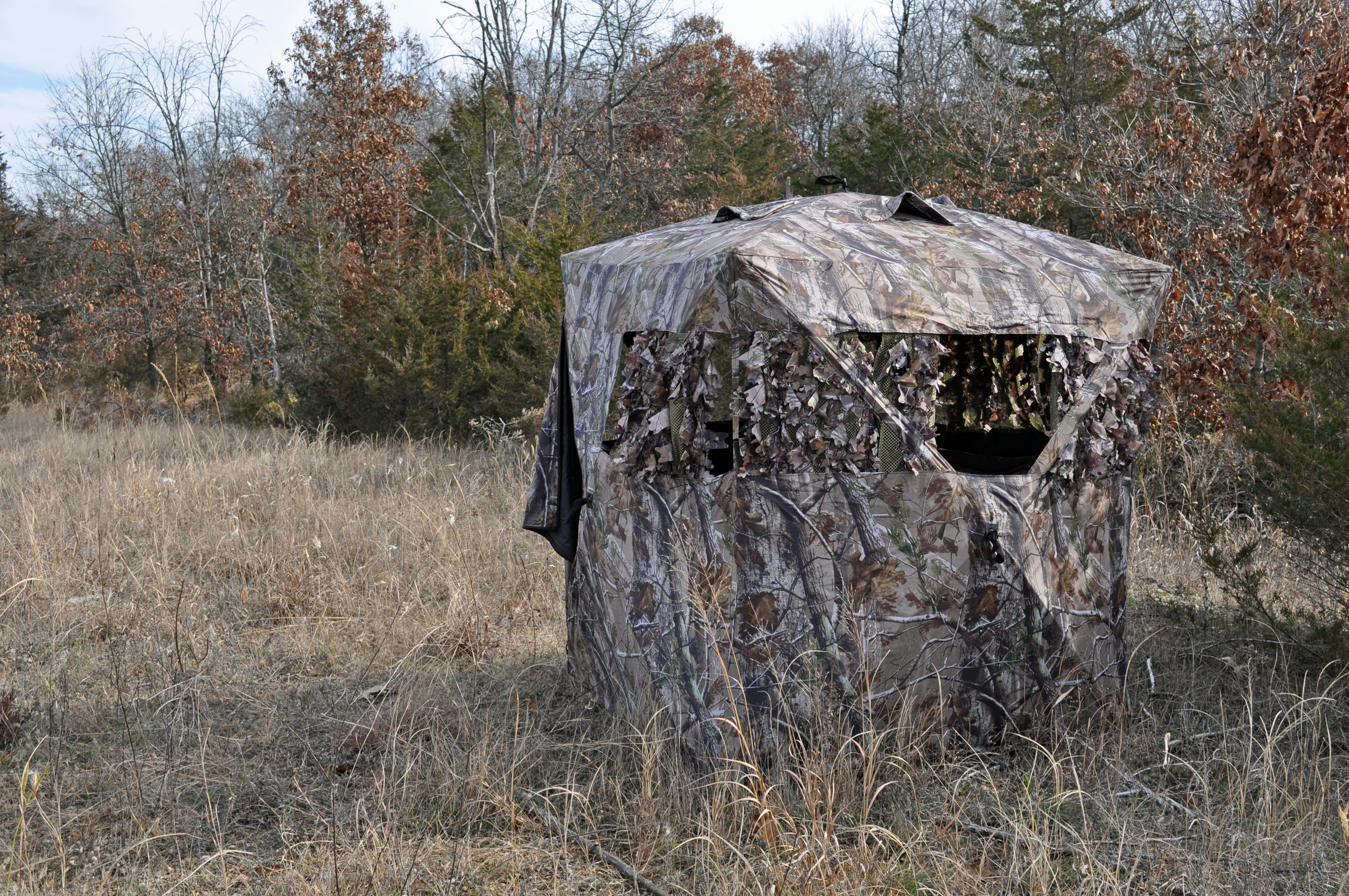
Abri cache pour la chasse aux cerfs.

- Chasse devant soi (billebaude)
- Chasse à l'affût
- Chasse à l'approche
- Chasse au pirch/ à la pirsch

#### Chasse en groupe
- La battue consiste à disposer un groupe de chasseurs postés en bordure d’une parcelle chassée afin que ceux-ci puissent tirer le gibier, généralement sortant. Un angle de sécurité de 30° est préconisé par rapport aux voisins ou à tout éléments à sécuriser (personnes, bâtiments, routes, bétail…)[34]. Des traqueurs avec chiens parcourent alors les bois afin de mettre en mouvement le gibier.
- Parallèlement à la battue, la traque-affût prend un essor national. Ces chasses consistent à disposer les postés non pas en ligne, sauf exception liée au relief, mais à proximité des coulées de fuite des animaux, que ce soit à l’intérieur des enceintes ou à l’écart de celles-ci. L’usage de miradors est fréquent, tout particulièrement sur des forêts à faible relief afin d’assurer un tir fichant[35]. Le rabat peut se faire avec ou sans chiens. Dans ce dernier cas, cela s’appelle poussée silencieuse ou « Drucken »[36]. Les avantages de la traque-affût sont multiples ; en plus d’être discrète, la traque-affût facilite grandement les tirs au point de faire baisser le nombre de balles tirées par animal tué. Alors qu’il en faut 7 en battue, la traque-affût n’en nécessite qu'1 à 2[37],[38]. De plus, les tirs étant à très courte distance et en plein cœur des bois, ceci limite considérablement les risques de balles perdues. L’efficacité de cette méthode permet également à la fois une meilleure régulation du grand gibier et une raréfaction des jours de chasse[39], ce qui limite les conflits d’usage. Enfin, le meilleur placement des balles favorisé par cette méthode assure une mort plus immédiate et limite donc le nombre d’animaux blessés. Cette chasse peut être pratiquée aussi bien par des chasseurs équipés d’armes à feu que d’arcs.

Remarques sur la chasse à l'arc : celle-ci se développe, avec un matériel de plus en plus sophistiqué, et se présente également pour certains comme une chasse plus écologique. Elle a le mérite de ne pas émettre de substances polluantes dans l'environnement (de la même manière que pour les balles ne contenant pas de plomb), et de limiter le dérangement de la faune par le bruit et le stress liés aux déflagrations, à l'usage des chiens et des battues. Elle permet aussi de chasser dans des zones « périurbaines » avec des risques bien moins grands pour les riverains grâce à la portée réduite des flèches. Pour mémoire, l'ordre de grandeur de la portée d'une carabine de chasse type .300 WM est de 5 km, celle d'une balle de calibre 12 de 1,3 kilomètre et celle d'un arc moderne à la puissance maximale exploitable par un humain actuel (80 livres à poulies) est de l'ordre de 300 m. Elle a été interdite en France par la loi du 2 mars 1844 qui considérait que ce type de chasse silencieuse favorisait le braconnage, puis autorisée en 1995 par un arrêté.
Toutes ces données de tir maximal nécessitent un tir dans des conditions particulières, qui n'ont que peu de rapport avec la chasse. Il faut, en effet, tirer à la manière d'un canon militaire pour obtenir une portée maximale, soit un angle proche des 45° vers le ciel. Le tir du grand gibier (à balle) ne s'effectue pas vers le ciel (ces tirs concernant celui des oiseaux, à grenaille de plomb). Dans la pratique, une balle de carabine tirée à l'horizontale touchera le sol au bout d'environ 300 m (chute liée à la gravité), une balle de fusil à canon lisse cal. 12 touchera le sol au bout d'environ 200 m, et une flèche d'arc à poulie touchera le sol au bout de 70 m.

### Autres modes de chasse
- Chasse à courre ou vènerie

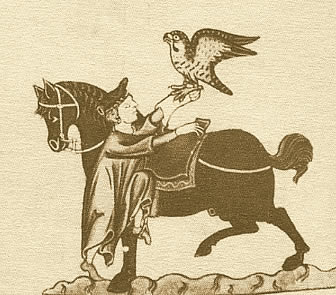
Illustration du traité de fauconnerie De arte venandi cum avibus.

- Chasse aux toiles (technique de chasse qui consiste à rabattre le gibier vers des toiles afin de le piéger)
- Déterrage
- Piégeage
- Chasse au vol (Fauconnerie)
- Chasse au leurre :
  - chasse fictive où l'odeur du gibier est reproduite grâce à un leurre ;
  - simulation de chasse à vue au lièvre grâce à un leurre treuillé, exploitant l'instinct des lévriers (appelée coursing).
- Chasse au poste
- Chasse de nuit
- Chasse de plaine
- Furetage
- Chasse avec un guépard ou un caracal
- Sia heu lupe : chasse au pigeon traditionnelle tongienne.

### Chasse par type de gibier
- Chasse à la sauvagine (ou chasse au gibier d'eau) Les chasseurs sont dits « sauvaginiers ».
- Chasse au cerf
- Chasse au faisan
- Chasse au chevreuil
- Chasse au lapin
- Chasse au lièvre
- Chasse au loup
- Chasse à l'ours
- Chasse au renard
- Chasse au sanglier
- Chasse à la bécasse Les chasseurs sont dits « bécassiers ».
- Chasse au faucon

### Chasse en captivité
Pour les chasseurs, l’intérêt principal est de faire durer la chasse aussi longtemps que souhaité puisque les animaux ne peuvent pas s’échapper. En outre, ceux-ci sont nourris, plus nombreux et moins farouches qu’à l’extérieur.
La chasse en captivité est autorisée en France dans deux types de structures : les « parcs », dans lesquels la chasse est autorisée pendant les mêmes périodes qu’à l’extérieur ; les « enclos », dans lesquels la chasse est autorisée toute l’année. En France, il existe près de 1 300 parcs et enclos qui détiennent entre 50 000 et 100 000 animaux : sangliers, cerfs, chevreuils, mouflons et daims.
En 2022, One Voice révèle la carte des élevages officiels de « grands gibiers » en France. Les animaux à destination des chasseurs y sont identifiés.
Les agents de l’Agence française de la biodiversité, chargés de contrôler les chasseurs en France, n’ont pas le droit d’entrer dans les enclos de chasse sans mandat particulier.

## Critiques envers la chasse

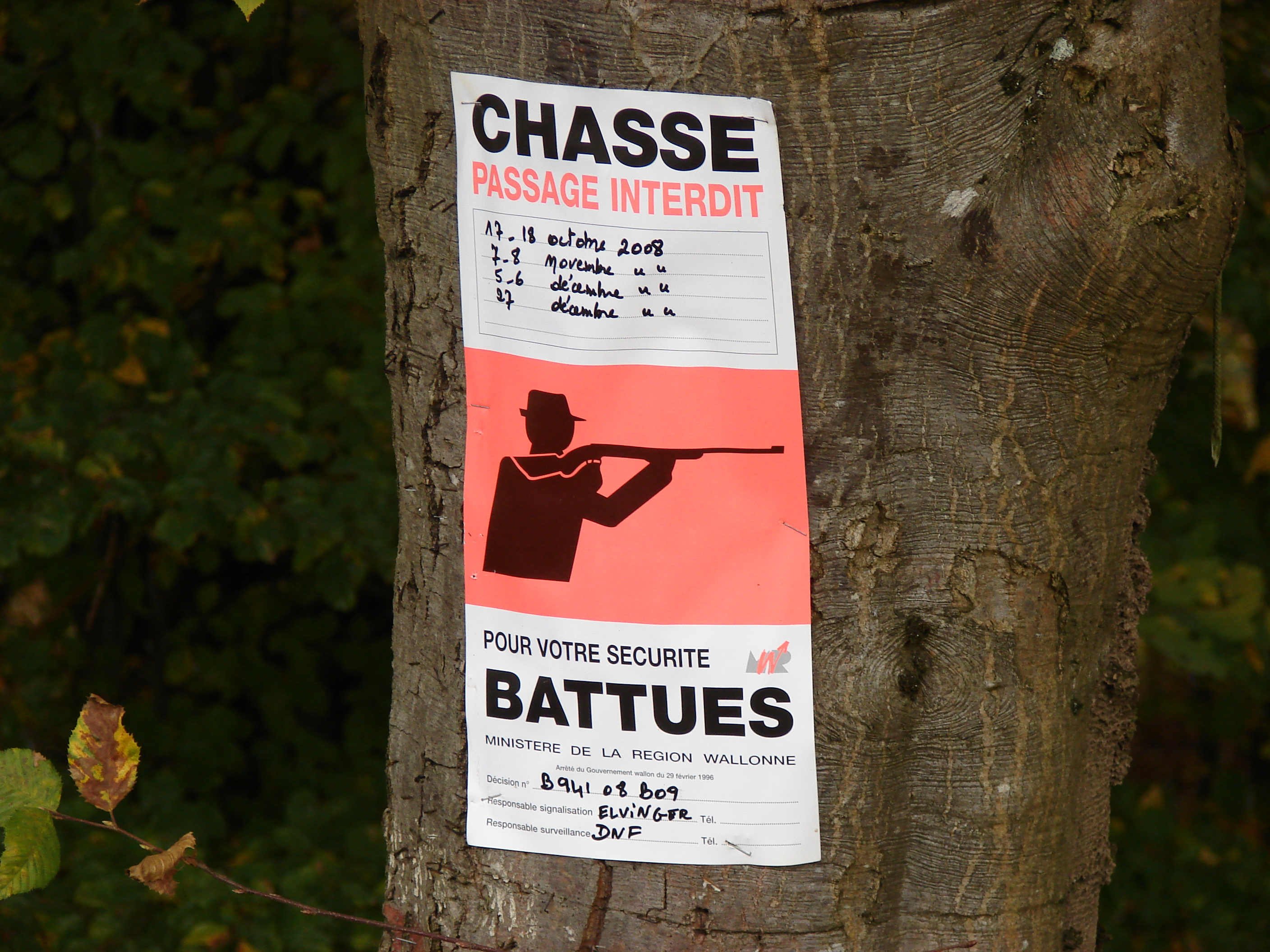
Annonce de battue.

Le débat sur la chasse, sur certains types de chasse ou sur ses excès, est extrêmement ancien. Ainsi, Diderot regrette dans l'article consacré à la chasse dans l'Encyclopédie que le goût de la chasse « dégénère presque toujours en passion ; qu'alors il absorbe un temps précieux, nuit à la santé, et occasionne les dépenses qui dérangent la fortune des grands, et qui ruinent les particuliers ».
La chasse (et certains types de chasse en particulier) fait l'objet de nombreuses critiques de la part d'associations et de personnes soucieuses de comportement éthique envers les animaux (par exemple les sabotages de chasse). Celles-ci remettent en question des éléments tels que :
- les périodes de chasse (plusieurs mois) ;
- les jours de chasse (souvent à des périodes où les familles souhaitent se promener dans la nature) ;
- les zones de chasse (différend sur la réserve naturelle du Platier d'Oye par exemple) ;
- les espèces chassables ;
- les lâchers d'espèces d'élevage, qui font dégénérer les comportements des espèces sauvages (par exemple le faisan)[réf. nécessaire].
- le nourrissage des espèces sauvages : le nourrissage supplétif, l'alimentation de mangeoire à maïs pour que les sangliers restent plus ou moins aux mêmes endroits ou le nourrissage dissuasif, pour éviter qu'ils ne s'attaquent aux cultures[43] ;
- le système d'actionnariat des chasses privées, où le tableau peut parfois primer d'autres considérations ;
- les classes d'âge chassables[réf. nécessaire].
- l'évaluation des quantités d'animaux chassables ;
- la pertinence de l'usage de la chasse en dehors de la régulation en zone de friction avec l'humain ;
- le comportement des chasseurs durant la chasse, comme le non-ramassage des cartouches usagées (l'enveloppe est presque toujours en plastique, et la douille en métal) ;
- la toxicité des munitions, en particulier du plomb source de saturnisme - bien que de plus en plus de munitions dites « monométalliques » essentiellement composée de cuivre/laiton fassent leur apparition sur le marché ; Selon une évaluation récente (2019) : « environ 5 millions de personnes dans l'UE pourraient être de gros consommateurs de viande de gibier tirée au plomb de chasse et des dizaines de milliers d'enfants dans l'UE pourraient consommer du gibier contaminé avec du plomb provenant de munitions assez souvent pour avoir des effets importants sur leur développement cognitif ». Cette population est plus susceptible que les autres d'être victimes d'appendicite chronique due à la rétention de grenaille de plomb ou de fragments de balles[44].
- les critères de délivrance du permis de chasser[réf. nécessaire].
- la faiblesse du nombre de contrôles d'alcoolémie sur les personnes armées[45] ;[réf. nécessaire].
- l'absence de contrôle de l'état de santé des chasseurs et des armes[46].

### Dangerosité des armes de chasse pour les humains
La mauvaise utilisation des armes à feu fait courir un risque aux chasseurs ainsi qu'aux autres personnes. C'est la cause chaque année d'accidents mortels, ou causant de graves séquelles, dont les chasseurs eux-mêmes sont majoritairement victimes,. D'autres types de chasses entraînent également des accidents, comme la chasse à l'arc , à l'arbalète ou au harpon.
En France une formation à la sécurité est associée au permis de chasse depuis 2003, à travers des exercices pratiques obligatoires.
Un réseau « Sécurité à la chasse », constitué par l'Office national de la chasse et de la faune sauvage (ONCFS), publie un bilan annuel des accidents portés à sa connaissance durant la saison écoulée (de juin à mai) et en analyse la nature et les circonstances, afin notamment d’améliorer la formation des chasseurs à la sécurité :
- durant la saison 2011/2012, les personnes victimes d'accidents de chasse sont dans 90 % des cas les chasseurs eux-mêmes, dont 31 % sont victimes d'auto-accident. Seulement 10 % des cas concernent des personnes extérieures à la chasse[53].
- durant la saison 2012/2013, il y a eu 179 accidents, dont 21 mortels[54] ;
- durant la saison 2013/2014, il y a eu 114 accidents, dont 16 mortels ; 90 % des victimes étaient chasseurs eux-mêmes (auto-accident dans 31 % des cas). Deux tués étaient non-chasseurs. 109 des 114 accidents étaient dus « à des fautes de sécurité (96 % des accidents) » contre « seulement 5 accidents imprévisibles (4 % des accidents) »[55] ;
- durant la saison 2014/2015, il y a eu 122 accidents, dont 14 mortels ; 100 % des morts et 86 % des blessés étaient chasseurs eux-mêmes (auto-accident dans 25 % des cas)[56] ;
- durant la saison 2015/2016, il y a eu 146 accidents, dont 10 mortels ; 2 des morts étaient non-chasseurs et 3 cas étaient des auto-accidents[57].
- durant la saison 2016/2017, il y a eu 143 accidents, dont 18 mortels[58].
- durant la saison 2017/2018, il y a eu 113 accidents, dont 13 mortels[59].
- durant la saison 2018/2019, il y a eu 131 accidents, dont 7 mortels[60].
- durant la saison 2019/2020, il y a eu 141 accidents, dont 11 mortels[61].
- durant la saison 2020/2021, il y a eu 80 accidents, dont 7 mortels[62].
- durant la saison 2020/2021, il y a eu 90 accidents, dont 8 mortels[63].

| 2008/2009 | 22 |
| 2009/2010 | 19 |
| 2010/2011 | 18 |
| 2011/2012 | 16 |
| 2012/2013 | 21 |
| 2013/2014 | 16 |
| 2014/2015 | 14 |
| 2015/2016 | 10 |
| 2016/2017 | 18 |
| 2017/2018 | 13 |
| 2018/2019 | 7  |
| 2019/2020 | 11 |
| 2020/2021 | 7  |
| 2021/2022 | 8  |

Selon l'ONCFS, ce sont les négligences ou le non-respect des règles de sécurité qui provoquent la majorité des accidents, notamment le non-respect de la réduction de l'angle de tir à moins de 30°. « Les chasseurs de moins de 40 ans, ayant donc tous passé un examen du permis de chasser, avec l’épreuve pratique existant depuis 2003, causent proportionnellement moins d’accidents que les tranches d’âge supérieures ». En France en 2016, 65 % des accidents de chasse se sont produits lors d'une chasse au grand gibier ; une arme basculante est en cause dans 59 % des cas, devant l'arme semi-automatique (31 %), les autres types armes correspondant à 10 % des accidents. Selon un rapport sénatorial français de 2022, 9 % des accidents graves et décès sont dus à une consommation d'alcool par un chasseur.
Les caméras d'action fixées sur les armes de chasse, risquant de pousser les chasseurs à l'imprudence, sont interdites en France depuis un arrêté ministériel publié au Journal officiel du 29 mai 2015.
Au Québec, 37 % des décès accidentels seraient causés par des armes à feu résultant d'accidents de chasse (en 1995, 49 personnes sont mortes des suites de blessures causées de manière accidentelle par des armes à feu, le nombre de blessés serait à multiplier par 13). Dans 55 % des cas la victime fait feu sur elle-même. D'autre part, de 1974 à 1996, 55 % des homicides sont réalisés au moyen de fusil de chasse ou d'une carabine (39 % en 1996). Enfin, en 1995, moins du quart des 4 000 suicidés au Canada l'ont été par une arme à feu, un fusil de chasse plutôt qu'une arme de poing.
Il existe au Québec un formulaire pour déclarer les accidents de chasse.

### Impacts environnementaux

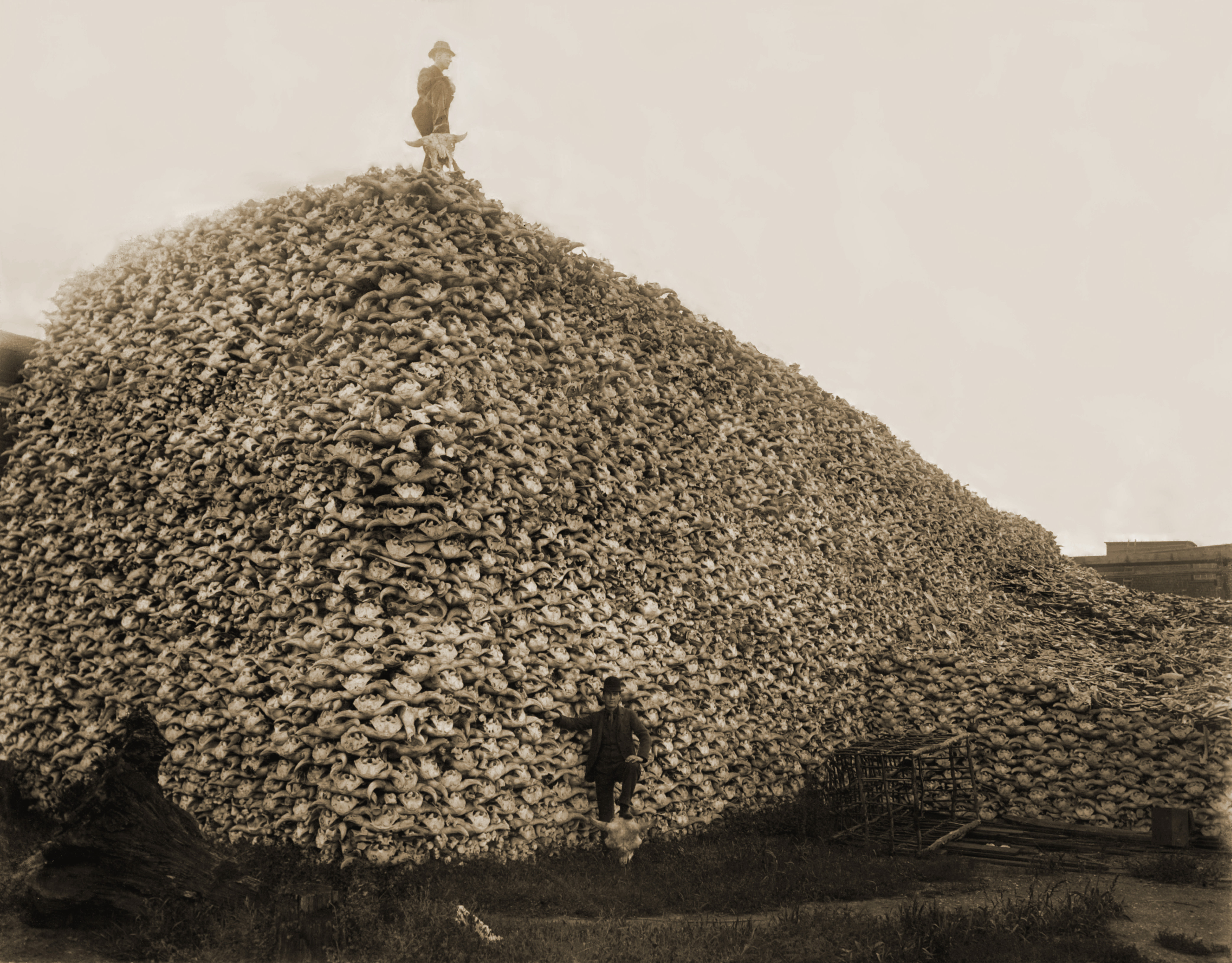
Vers 1875, pile de crânes de bisons destinés à la fabrication d'engrais. Parfois les cadavres étaient abandonnés dans la prairie, simplement dépouillés de leur fourrure.

L'activité cynégétique a historiquement marqué les écosystèmes et les paysages, notamment quand elle s'est accompagnée de l'usage du feu, des chiens ou de rapaces dressés, du piégeage et du poison.
Si une espèce comme le tigre à dents de sabre semble avoir naturellement disparu, de nombreuses espèces pourraient avoir brutalement disparu du fait de la chasse, bien avant l'extension de l'agriculture et des villes, dans l'hémisphère nord, en Australie et sur un certain nombre d'îles. L'archéologie préhistorique et la paléontologie montrent que ces extinctions ont commencé par la disparition des gros animaux (dont en Europe le mammouth, l'éléphant, l'ours des cavernes, le lion des cavernes, le megaloceros, etc.). Ces extinctions ont coïncidé avec l'extension des populations de l'homme de Cro-Magnon très habile dans l'usage du silex, du propulseur de sagaies, de l'arc, et peut-être de techniques de piégeage et d'empoisonnement.
En Europe de l'Ouest, à la fin du Moyen Âge, la plupart des grands mammifères (cerf, chevreuil, aurochs, bison, renne, etc.) étaient en régression, hormis dans les forêts royales et les zones reculées. Même les gens d'Église pouvaient pratiquer la chasse comme le rappelle un parchemin du moine Abélard qui interdit aux moines qu'il a sous son autorité de chasser l'ours plus de deux jours par semaine. Un menu commun de banquet de Louis XIV pouvait comprendre 300 oursons farcis.
Après la Révolution française, les grands mammifères chassés et les oiseaux ont encore fortement régressé, disparaissant de régions entières[réf. nécessaire] (ou totalement pour l'aurochs) et partout hors des zoos puis des anciennes forêts royales de Pologne.
En Amérique du Nord, l'utilisation généralisée des fusils a très rapidement provoqué la régression d'espèces telles que le bison des prairies et la disparition totale des pigeons migrateurs qui par vols de millions d'oiseaux pouvaient obscurcir le ciel et cacher le soleil il y a deux siècles à peine. L'abattage systématique des bisons était plus politique que du fait des chasseurs, dans le but avoué d'affamer les indiens.
Ce n'est qu'à partir des années 1960/1970 qu'à la suite d'une évolution de la règlementation favorisée par la prise de conscience d'une part croissante de la population, à la suite des plans de chasse, et grâce à une alimentation artificielle dite « agrainage » que ces populations se sont reconstituées, sur des bases génétiques appauvries, et dans le cas du sanglier après croisements avec des cochons, mais non sans succès quantitatifs, parfois au point de faire d'importants dégâts dans les cultures ou dans les forêts surexploitées, posant des problèmes dits de déséquilibres sylvocynégétiques.[réf. nécessaire]. Les populations humaines des régions tropicales et équatoriales, hormis sur les îles, ne semblent pas avoir fait disparaître d'espèces par la chasse, alors que les disparitions et régressions ont été très significatives dans les zones tempérées de l'hémisphère nord et en Australie.
Toutefois, l'amélioration apparente de certaines populations d'espèces chassables pose le problème de leur qualité génétique et sanitaire lorsque des repeuplements issus d'animaux d'élevage ont été réalisés. À la fin du XXe siècle, dans plusieurs pays a émergé un courant en faveur d'une chasse écologiquement responsable, représenté par l'ANCER en France.
Dans les forêts tropicales, la chasse exerce une très forte pression sur les populations d'animaux. Le déclin des mammifères, toutes espèces confondues, s’élève à 13 % du seul fait de la chasse.

#### Utilisation de métaux lourds
Un autre problème est l'utilisation massive et encore préférentielle de munitions toxiques (au plomb) contenant des amorces composées de métaux lourds. Ce plomb est notamment à l'origine d'un problème grave et avéré de saturnisme aviaire malgré une évolution vers la substitution des cartouches au plomb par des munitions moins toxiques depuis les années 1980 dans certains pays et pour certains types de chasse. Dans plusieurs pays, la chasse avec des cartouches de plomb est interdite sur toutes les zones humides (étangs, rivières, marais, littoral…) ; les chasseurs ont l'obligation, dans ces zones, d'utiliser des cartouches de billes d'acier, ou d'alliages à base de bismuth ou de tungstène.
Le plomb, très polluant, notamment pour les plans d'eau et la chaîne alimentaire (les cartouches à plomb ne sont interdites d'usage en France que depuis 2005, et uniquement pour un chasseur tirant vers une zone humide ou dans une zone humide, mais des dizaines de milliers de tonnes de billes de plomb sont encore présentes dans les sols et sédiments, facteur de saturnisme aviaire).

### Risques pour la santé humaine
Le chasseur est plus exposé que la moyenne à plusieurs risques sanitaires, notamment dans certaines régions à risque, s'il dépèce lui-même et sans précaution son gibier, s'il ingère une viande mal cuite (trichinose) ou encore s'il pratique des modes de chasse où l'on est couché au sol, en forêt. Le contact avec l'animal ou avec des chiens infectés est également une source de risques sanitaires.
Hormis les accidents, les principaux risques sont :
- surdité (ceci concerne aussi les pratiquants de tir sportif ou de ball-trap) ;
- saturnisme (induit par le plomb, surtout pour le gibier d'eau qui ingère de la grenaille de plomb, et moindrement par ingestion de plomb incrusté dans la chair, toutefois, les grenailles de plomb sont de plus en plus remplacées par des grenailles d'acier qui sont moins polluantes) ;
- maladies infectieuses (zoonoses, parasitoses), en particulier les maladies à tiques dont la maladie de Lyme et/ou l'encéphalite à tique (en forte expansion) ehrlichiose, fièvre à tiques du Colorado, ou encore maladie de Weil, fièvre pourprée des Montagnes Rocheuses, fièvre récurrente, leptospirose, babésiose, infection par hantavirus, méningite de tularémie, pneumonie à Brucella tularensis ;
- maladies transmises par des moustiques, puces ou poux dans certains pays (malaria, dengue, fièvre du Nil, peste bubonique, etc.).

## Opposition à la chasse

### Par la population
En octobre 2018, un sondage One Voice et Ipsos sur la perception de la chasse par les Français indique que le public rejette massivement la chasse et plébiscite une réforme radicale.

### Par les propriétaires
En France, selon les articles L.422-10 5, L.422-14, L.422-15, et L.422-18 du Code de l’Environnement, les propriétaires terriens dont les terrains sont soumis au droit de chasse d'une association de chasse bénéficient d'une opposition et donc d'un droit de retrait de leur parcelle pour « convictions personnelles opposées à la pratique de la chasse », et ce sans avoir à se justifier. Toutefois, l'exercice du droit d'opposition ne dispense pas l'opposant à la chasse de procéder ou de faire procéder à la destruction des animaux nuisibles et à la régulation des espèces présentes sur les terrains concernés.

### Pays interdisant la chasse
La chasse de loisir est théoriquement interdite en Inde depuis le Wildlife Protection Act de 1972, ainsi que dans tout le sous-continent indien (la chasse sous contrôle de l'État pour la protection des cultures et la chasse de subsistance restant autorisées). Cependant, une méta-étude soulignait en 2012 que « la chasse se poursuit en fait à un rythme soutenu dans de nombreuses régions, comme en témoignent les nouvelles extinctions de populations locales d'animaux sauvages au cours de la dernière décennie ».
La chasse de loisir est en revanche effectivement interdite en Europe dans le canton de Genève depuis 1974, à la suite d'une initiative populaire lancée par les milieux de protection des animaux. En règle générale, l'interdiction de la chasse est à séparer de la gestion des populations, puisque, par exemple, le canton de Genève effectue une régulation de la faune par des agents publics, en dérogation à l'interdiction de chasser.
La directive européenne « oiseaux » de 2009 interdisant certaines techniques de capture massive d’oiseaux sans distinction d’espèces, des techniques de chasse traditionnelles peuvent être localement proscrites.

## Chasse dans le monde

### En Europe
- Nombre de chasseurs : la France est le pays européen qui compte le plus grand nombre de chasseurs, 1 224 000 pour la saison 2011-2012[77] (2e pratique en nombre de licenciés derrière le football)[78]. Suivent ensuite l'Espagne (980 000), le Royaume-Uni (800 000), et l'Italie (750 000). Ces valeurs sont toutefois à relativiser au regard de la forte variabilité de taille de population et de surface entre ces pays.

- Proportion de chasseurs dans la population : ce taux est le plus fort en Irlande (8,9 %), à Chypre (6,4 %), en Finlande (5,8 %) et en Norvège (4,75 %) et le plus bas en Estonie, aux Pays-Bas (0,1 % dans ces deux pays) ou encore en Belgique (0,2 %) et Roumanie (0,27 %). Le taux en France est élevé : 2,1 %.

- Nombre de chasseurs par surface : en dehors du cas particulier de Malte (50 chasseurs/km2), ce ratio est le plus fort à Chypre et en Irlande (5 ch./km2), au Danemark (3,8 ch./km2), au Royaume-Uni (3,3 ch./km2), au Portugal ou encore en Italie (2,5 ch./km2 pour ces deux pays). Il est relativement faible en Pologne (0,3 ch./km2), aux Pays-Bas, en Suède et en Hongrie (0,6 ch./km2) ou encore en Allemagne (1 ch./km2). Ce ratio en France est plutôt dans la moyenne haute : 2 chasseurs/km2 comme en Espagne.

Données de 2007.

### En France

#### Chasseurs
En 2018, la France comptait 1,1 million de chasseurs, essentiellement masculins (97,8 %), d'âge médian 55 ans. Leur sociologie est la suivante, :
| Cadre, profession libérale | 36,3 % |
| Employé                    | 23,4 % |
| Ouvrier                    | 15,1 % |
| Artisan, commerçant        | 9,4 %  |
| Agriculteur                | 8,5 %  |
| Profession intermédiaire   | 6,8 %  |
| Étudiant                   | 0,5 %  |

En 1999, 73 % des chasseurs étaient fils de chasseur. Les motifs de satisfaction recherchés dans la chasse sont le contact avec la nature, le travail du chien, la pratique d'un loisir entre amis. Passent en second, la gestion d'un territoire, la protection des cultures et forêts, le tableau de chasse.

#### Législation française

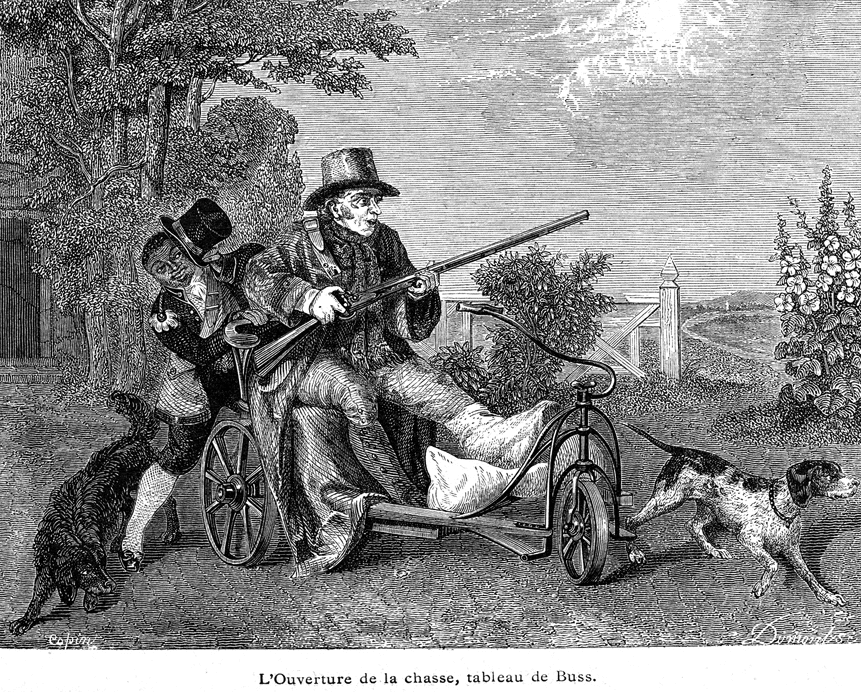
L'ouverture de la Chasse, peinture de Buss reproduite en estampe dans Les Musées chez soi.

Avec la Révolution française, la chasse s'est popularisée en Europe. Avec les vagues de colonisations, les modes de chasse par arme à feu se sont développées sur tous les continents et elle reste une pratique plutôt rurale, qui tend à être de plus en plus encadrée (permis de chasser, licence, plans de chasse, droits de chasse…) qui alimente une économie importante (jusqu’à 70 % des revenus forestiers et couramment au moins 50 % en France).
En France, le privilège du droit de chasse de la noblesse instauré par une ordonnance de 1396, relayé ultérieurement par un droit de chasse exclusif du propriétaire terrien et la constitution de vastes réserves de chasse pour « les plaisirs du roi » (les capitaineries) constitueront les règles essentielles pendant près de quatre siècles jusqu'à la Révolution, conduisant à l'abolition des privilèges dans la nuit du 4 août 1789.
Le droit de chasse exclusif est aboli à la suite de cette nuit du 4 août : le principe de la liberté de chasser se substitue au droit exclusif, même si le droit de chasse continue à être considéré comme un attribut du droit de propriété. En application de ce principe, le Parlement adoptera en 1844 une solution de compromis qui permet à tous de chasser avec l'accord tacite du propriétaire.
La loi du 3 mai 1844 constitue encore, à l'heure actuelle, le fondement de l'organisation de la chasse dans son ensemble. Elle considère le gibier comme objet de prélèvement car nul ne songeait à l'époque à la gestion des effectifs, ni à la protection des biotopes. Cette législation a largement perduré depuis, complétée par diverses dispositions adoptées au cours du XXe siècle.
Cette loi a notamment interdit le droit à chasser avec des lévriers.
En droit, la chasse est définie comme un prélèvement artificiel sur la faune terrestre. La loi dite Verdeille définit l'acte de chasse comme « tout acte volontaire lié à la recherche, à la poursuite ou à l'attente du gibier ayant pour but ou pour résultat la capture ou la mort de celui-ci » (article L.420-3 du code de l'environnement).
En 2010, est publié au Journal officiel un décret créant une contravention de cinquième classe pour obstruction à un acte de chasse, passible de 1 500 euros d'amende.
Juridiquement, la chasse a aussi une dimension d'appropriation d'animaux sans propriétaires légaux par un individu ou un groupe d'individus (Res nullius dans le droit). Ainsi en 1845, selon J. Perrève (ancien procureur du roi et juge, « la chasse, qui est un titre d'occupation, un moyen originaire, primaire d'acquérir la propriété, est l'action de les rechercher, de les poursuivre, de s'en emparer par force, par ruse ou adresse, soit au moyen d'engins, soit à l'aide d'animaux domptés pour l'usage domestique ou dressés à cette fin ».
Les opérations de destruction sont soumises au droit de destruction, qui diffère pour partie du droit de chasse.

#### Sources imprimées
- Arrien et Oppien d'Apamée, L'art de la chasse, Paris, Les Belles Lettres, 2009.
- Jacques du Fouilloux, La Vénerie, fac-similé, Paris, Dacosta, 1979.
- Xénophon, L'Art de la chasse, Paris, Les Belles Lettres, 1970.

#### Aspects historiques
- Encyclopédie méthodique, ou par ordre de matières: Dictionnaire de toutes les espèces de chasses, Paris : chez H. Agasse, an III, (→ lire en ligne) — Note : Ouvrage utile pour connaitre le détail des techniques de chasse à la fin du XVIIIe siècle
- Andrée Corvol, Histoire de la chasse : L'Homme et la Bête, Paris, Perrin, 2010.
- Lucien-Jean Bord, Jean-Pierre Mugg, La chasse au Moyen Âge : Occident latin, VIe – XVe siècle, éditions du Gerfaut, 2008.
- Philippe Salvadori, La Chasse sous l'Ancien Régime, Paris, Fayard, 1996.
- Andrée Corvol (dir.) Forêt et chasse Xe – XXe siècle, Paris, L'Harmattan, 2005.
- P.L. Duchartre, La Chasse, Paris, Gallimard, 1958.
- Baudouin Van den Abeele, La littérature cynégétique, coll. « Typologie des sources du Moyen Âge occidental », Turnhout, Brepols, 1998.

#### Aspects techniques
- Marcel Roucaute, Guide de la chasse et ses à-côtés, Éditions de la Courtille, 1973.
- Marcel Roucaute, Guide des chiens de chasse. Leurs chasses et leurs à-côtés, Temps Actuels, 1981.
- Dominique Venner, Carabines et fusils de chasse, Paris, La Pensée moderne, coll. « Le Livre des armes » (no 2), 1973.
- Dominique Venner, Histoire des armes de chasse, Paris, Jacques Grancher, 1984.
- Dominique Venner, L'Arme de chasse aujourd'hui, Paris, Jacques Grancher, coll. « Le Livre des armes » (no 11), 1990.
- Dominique Venner, Le Couteau de chasse, Paris, Crépin-Leblond, coll. « Saga des armes et de l'armement », 1992.
- Dominique Venner, Encyclopédie des armes de chasse : Carabines, Fusils, Optique, Munitions, Paris, Maloine, 1997.

#### Aspects économiques et financiers
- Weber, J. L., « Les comptes de la chasse et de la faune sauvage », Économie et statistique, 147(1), 1982, p. 75-81.

#### Aspects environnementaux
- Pierre Rigaux, Pas de fusils dans la nature : les réponses aux chasseurs, Éditions HumenSciences, 18 septembre 2019, 288 p. (ISBN 978-2379311369, lire en ligne).

#### Aspects artistiques
- Dominique Venner, Les Beaux-arts de la chasse, Éditions Jacques Grancher, 2014.
- Gilbert Titeux, Au temps du brame... (Les représentations de la chasse dans l'œuvre de Gustave Courbet et dans la peinture allemande du XIXe siècle (1800-1900), Les Presses du réel, Dijon, 2014  (ISBN 978-2-84066-605-9).
- Claude d'Anthenaise, Le livre de chasse de Gaston Fébus, Bibliothèque de l'Image, 2003.
- Bénédicte Pradié-Ottinger, L'Art et la Chasse, La Renaissance du Livre, 2002.
- Paul Cunisset-Carnot
  - Du Lièvre (1888)
  - Flâneries d'un chasseur (1905)
  - La Chasse à tir (1911)
  - Pour les chasseurs. Faites bien vos cartouches ! Calmez vos nerfs ! (1908)
  - L'examen du permis de chasser (2011)

#### Aspects anthropologiques, philosophiques et mythiques
- Dominique Venner, Dictionnaire amoureux de la chasse, Plon, 2000.
- José Ortega y Gasset, Méditations sur la chasse, éditions du Septentrion, 2006.
- Dominique Venner (dir.), La chasse, dernier refuge du sauvage, Musée de la chasse et de la nature, 2007  (ISBN 978-2-7089-0242-8)
- Bruno de Cessole, Le petit roman de la chasse, Éditions du Rocher, 2010.
- Bertrand Hell, Sang noir : Chasse, forêt et mythe de l'homme sauvage en Europe, L'Œil d'or, 2012.
- Charles Stépanoff, L'animal et la mort. Chasses, modernité et crise du sauvage, La Découverte, 2021.

#### Littérature
- Mats Wägeus (trad. du suédois par Jean-Baptiste Brunet-Jailly), Scène de chasse en blanc [« Jakt på ett vitt fält »], (1986), Presses de la renaissance, coll. « Les Romans étrangers », 1990 (ISBN 978-2-85616-562-1) ; rééd. Le Serpent à Plumes, coll. « Motifs », 1998  (ISBN 9782842610395) [Présentation et critique de l'ouvrage, magazine Le Matricule des anges, n° 26, mai-juillet 1999 (consulté le 11 mai 2015).]
- René Chambe, Propos d'un vieux chasseur de coqs, Presses de la Cité, 1977 ; Montbel, 2010. Le cor de Monsieur de Boismorand, Presses de la Cité, 1971 ; Montbel, 2013.